# Mislinja
Mislinja – wieś w Słowenii, siedziba gminy Mislinja. W 2018 roku liczyła 1869 mieszkańców.